# Kamassische Sprache
Die kamassische Sprache war eine der samojedischen Sprachen. Diese bilden gemeinsam mit den finno-ugrischen Sprachen die uralische Sprachfamilie.
Kamassisch wurde in Russland östlich des Ural bis zum Jenissei von den Kamassen gesprochen. Dialekte waren Kamas und Koibal (Kaibal). Der Niedergang der Sprache setzte im 18. Jahrhundert ein, als die Sprecher immer mehr im turksprachigen Volk der Chakassen aufgingen.
Besonders die Arbeiten von Matthias Alexander Castrén und Kai Donner haben das Wissen über die Sprache für die Wissenschaft bewahrt. Die letzte Muttersprachlerin des samojedischen Kamassisch Klawdija Plotnikowa starb 1989 im Dorf Abalakowo bei Aginskoje in der Region Krasnojarsk. Da zahlreiche überwiegend in den 1960er-Jahren gefertigte Tonbänder und Filmaufnahmen überliefert sind, können sich Linguisten heute noch ein gutes Bild der Sprache machen.

## Sprachsystem
(nach dem finno-ugrischen phonetischen Alphabet)
- Vokale
  - Im Kamassischen gab es 13 Vokale: a, e, i, o, u, ü, ä, ö, å, ə, ɛ, e̮ und i̮.
- Konsonanten
  - Plosive: k, k̕, g, t, t̕, d, ď, p, ṕ, b, b̕,
  - Affrikaten: s, ś, š, š̕, z, ź, ž, ž̕, c, ć, č, č̕, ʒ, ʒ́, ǯ, ǯ̕
  - Nasale: m, ḿ, n, ń, ŋ
  - Frikative: ɣ, x, x́, δ, f,
  - Halbvokale: w, j
  - Laterale: l, ĺ
  - Tremulante: r, ŕ